# 진해우체국
진해우체국(鎭海郵遞局)은 대한민국 경상남도 통합창원시 진해구 충무동에 있는 과학기술정보통신부 우정사업본부 부산지방우정청 소속의 우편물 취급기관이다. 처음 지어진 청사는 문화재로 지정되어 있다.

## 진해우체국문화재 청사
진해우체국(鎭海郵遞局)은 사적 제291호로 지정된 문화재로 경상남도 통합창원시 진해구 백구로 40에 있다.
진해우체국 건물은 1912년 10월 25일에 준공한 뒤 그 해 11월 15일에 진해우편국이 이전하여 청사로 사용되고 있다. Y 자 형태의 3방향 도로 중앙에 조성된 삼각형의 대지(631평)에 건평 136.7평으로 지은 단층 목조건물이다. 평면은 삼각형대지의 꼭짓점에 해당되는 중원광장 쪽 즉, 양 도로가 만나는 지점을 출입구로 하고 있어 입구는 좁으나 건물 안으로 들어서면 점차 넓어지는 구조로 되어 있다. 목조건물로 원래 지붕은 동판으로 덮고 사방에 동재로 난간을 둘렀으며, 자연광의 일조량을 충분히 흡수할 수 있도록 반원형 채광창을 설치하였다. 제2차 세계대전 말기에 일제가 무기를 생산할 재료가 부족하여 지붕의 동판과 난간을 모두 징발하고 아연으로 대체하였으나 1984년에 본래대로 복원하였다. 그리고 원래 목재 마루틀 위에 널마루가 깔렸던 바닥도 노후된 널마루를 들어내고 시멘트 몰탈로 마감하였다. 건물 양식은 러시아 풍의 절충식 근대 건축인데, 정면 입구의 양측으로 세운 강한 배흘림이 있는 투스칸 오더(Tuscan order)의 두리기둥으로 당당한 외관을 보이고 있다.

## 역사
- 1909년 3월 11일 : 마천우편소 설치[1]
- 1910년 7월 26일 : 현동우편소 설치[2]
- 1911년 5월 10일 : 마천우편소를 관남리에서 소사리로 이전[3]
- 1912년 1월 25일: 진해우편국 개국 (창원군 진해면 현동1)[4], 현동우편소를 진해우편국에 사무승계[5]
- 1912년 6월 16일 : 경화동우편소 설치[6]
- 1912년 11월 1일: 문화재청사 신축 이전[7]
- 1914년 3월 11일 : 마천우편소를 웅천우편소로 이전 후 명칭 변경[8]
- 1928년 2월 11일 : 웅천우편소를 청원에 의해 재설치[9]
- 1929년 7월 21일 : 웅천우편소를 대창리로 이전[10]
- 1932년 5월 1일 : 경화동우편소를 경화우편소로 명칭 변경[11]
- 1933년 5월 1일 : 경화우편소를 진해경화우편소로, 현동우편소를 진해현동우편소로 명칭 변경[12]
- 1941년 2월 1일 : 진해경화우편소를 진해경화우편국으로, 웅천우편소를 웅천우편국으로, 진해현동우편소를 진해현동우편국으로 명칭 변경[13]
- 1943년 6월 10일 : 진해현동우편국 폐지[14]
- 1943년 6월 11일 : 진해우편국 현동분실 신설[15]
- 1952년 11월 15일 : 진해우체국 현동(縣洞)분실 우편, 우편환금, 우편저금 취급 실시[16]
- 1955년 9월 1일 : 진해우편국을 진해우체국으로 명칭 변경
- 1956년 8월 5일 : 진해우체국 현동분실 폐지[17]
- 1956년 8월 6일 : 해군진해통제부 내 제602군사우체국 개국[17]
- 1961년 10월 1일: 진해우체국이 4급 관서로 승격
- 1962년 5월 16일 : 제602군사우체국 개국, 진해우체국 통제부영내분국 개국[18]
- 1965년 3월 15일 : 웅동우체국 별정우체국 개국[19]
- 1966년 7월 1일 : 진해우체국 육군대학구내분국 개국[20]
- 1973년 7월 1일 : 진해성내동우체국 별정우체국 개국
- 1976년 4월 29일 : 제88군사우체국 개국[21]
- 1976년 5월 1일 :  제602군사우체국이 6급 관서로 승격
- 1980년 4월 1일 : 웅동우체국을 의창군 웅동면 마천리로 이전[22]
- 1981년 9월 25일: 영업동청사 문화재 지정 (사적 제291호)
- 1983년 6월 1일 : 웅동우체국을 진해시 웅동으로 이전[23]
- 1986년 9월 1일 : 진해덕산동우체국 개국[24]
- 1986년 11월 28일: 사무동청사 신축 (3층건물)
- 1986년 12월 30일 : 의창눌치우편취급소, 진해용원우편취급소 신설[25]
- 1987년 1월 1일 : 진해경화우체국을 진해경화동우체국으로 명칭 변경
- 1987년 12월 15일 : 제605군사우체국 신설
- 1993년 12월 27일 : 진해여좌동우체국 개국[26]
- 1996년 12월 31일: 사무동청사 증축 (4층증축)
- 1997년 12월 10일 : 진해이동우체국 개국[27]
- 1999년 11월 1일 : 진해성내동우체국을 진해웅천동우체국으로 명칭 변경[28]
- 1999년 12월 20일: 영업창구 이전 (문화재청사 → 사무동청사1층)
- 2001년 10월 1일: 웅동우체국을 진해웅동우체국으로 명칭 변경[29]
- 2002년 12월 2일 : 진해웅동2동우체국 개국[30]
- 2005년 2월 1일 : 육군대학구내우체국을 진해우체국 제211군사우편출장소로, 제605군사우체국을 제605군사우편출장소로, 제88군사우체국을 제88군사우편출장소로 전환
- 2011년 10월 1일: 배달구역을 다음과 같이 변경 고시[31]

| 진해우체국        | 진해시 전 지역 (단, 마천동 · 대장동 · 소사동 · 남양동 · 두동 · 가주동 · 용원동 · 안골동 · 청안동은 진해웅동2동우체국에서 배달) | 진해우체국        | 창원시 진해구 전 지역 (단, 마천동 · 대장동 · 소사동 · 남양동 · 두동 · 가주동 · 용원동 · 안골동 · 청안동은 진해웅동2동우체국에서 배달) |
| 진해웅동2동우체국 | 진해시 마천동 · 대장동 · 소사동 · 남양동 · 두동 · 가주동 · 용원동 · 안골동 · 청안동                                            | 진해웅동2동우체국 | 창원시 진해구 마천동 · 대장동 · 소사동 · 남양동 · 두동 · 가주동 · 용원동 · 안골동 · 청안동                                            |

- 2014년 1월 1일: 우편구역을 다음과 같이 고시[32]

| 배달국            | 배달구역                                                                                              | 구역번호                    |
| ----------------- | --- | --------------------------- |
| 진해우체국        | 진해구 전지역 (단, 가주동 · 남양동 · 대장동 · 두동 · 마천동 · 소사동 · 안골동 · 용원동 · 청안동 제외) | 51578 ~ 51596 51616 ~ 51704 |
| 진해웅동2동우체국 | 진해구 가주동 · 남양동 · 대장동 · 두동 · 마천동 · 소사동 · 안골동 · 용원동 · 청안동                   | 51597 ~ 51615               |

- 2020년 11월 2일 : 진해이동우체국이 진해덕산동우체국으로 통합되어 폐국[33]
- 2021년 10월 1일 : 제88군사우편출장소, 제211군사우편출장소, 제605군사우편출장소 폐국[34]

## 진해관할 우체국
| 우체국명            | 사진 | 주소                                        | 비고                                                |
| ------------------- | ---- | ------------------------------------------- | --------------------------------------------------- |
| 제211군사우편출장소 |      | 경상남도 통합창원시 진해구 진희로 111       | 2021년 10월 1일 폐국                                |
| 제602군사우체국     |      | 경상남도 통합창원시 진해구 충장로 1         |                                                     |
| 제605군사우편출장소 |      | 경상남도 통합창원시 진해구 진희로 111       | 2021년 10월 1일 폐국                                |
| 제88군사우편출장소  |      | 경상남도 창원시 진해구 중원로 1             | 2021년 10월 1일 폐국                                |
| 진해경화동우체국    |      | 경상남도통합 창원시 진해구 충장로 305       |                                                     |
| 진해덕산동우체국    |      | 경상남도 통합창원시 진해구 충장로 493       |                                                     |
| 진해여좌동우체국    |      | 경상남도통합 창원시 진해구 여좌로 69        |                                                     |
| 진해용원우편취급소  |      | 경상남도 통합창원시 진해구 용원동           |                                                     |
| 진해웅동2동우체국   |      | 경상남도 창원시 진해구 용재로 42            |                                                     |
| 진해웅동우체국      |      | 경상남도 통합창원시 진해구 웅동로 63        | 별정우체국 2001년 10월 1일 웅동우체국에서 명칭 변경 |
| 진해웅천동우체국    |      | 경상남도 통합창원시 진해구 웅천중로66번길 9 |                                                     |
| 진해이동우체국      |      | 경상남도 통합창원시 진해구 충장로 432       | 2020년 11월 2일 폐국                                |